# Monotoca elliptica
Monotoca elliptica är en ljungväxtart som först beskrevs av Smith, och fick sitt nu gällande namn av Robert Brown. Monotoca elliptica ingår i släktet Monotoca och familjen ljungväxter. Inga underarter finns listade i Catalogue of Life.

## Bildgalleri

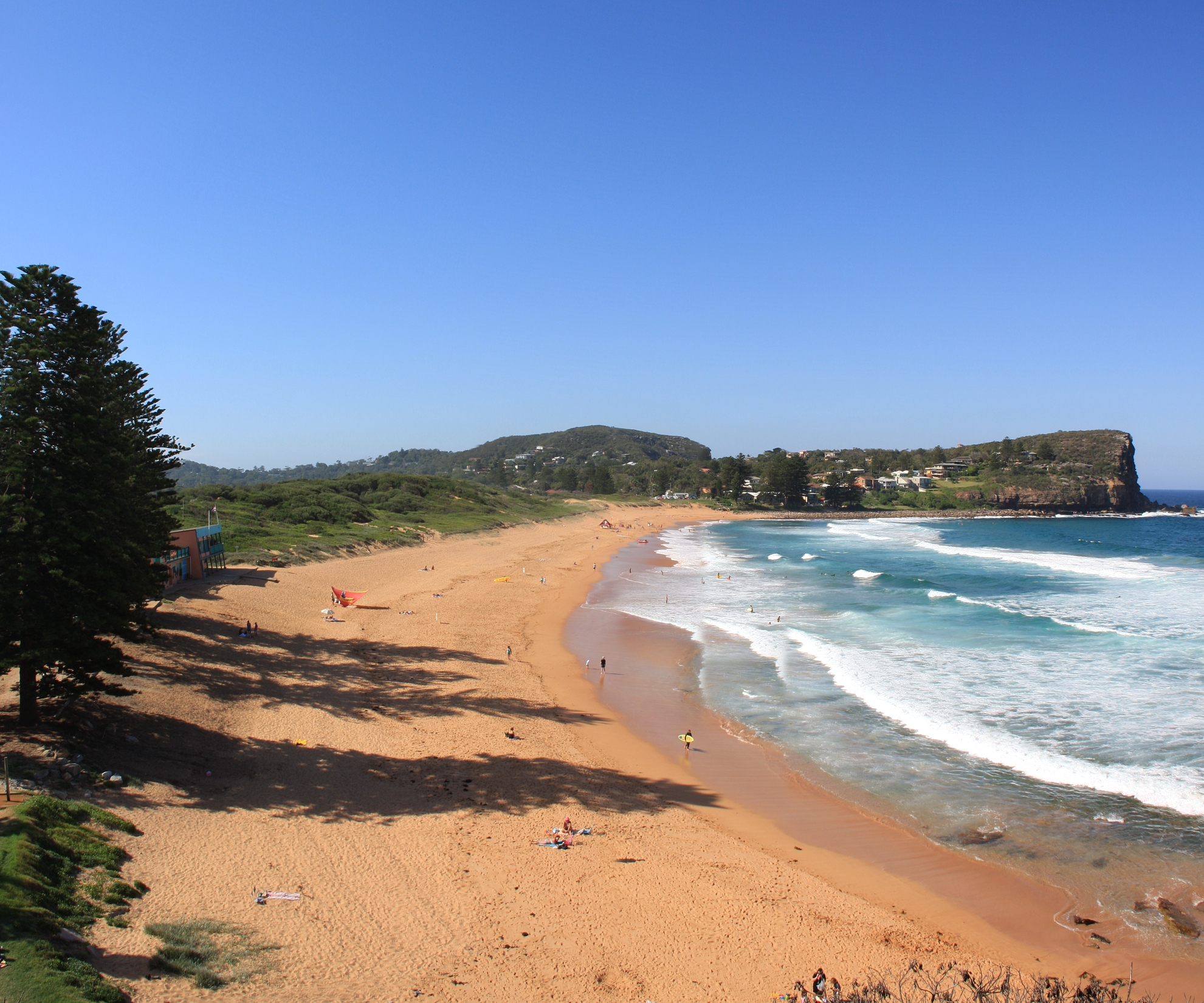